# Ле-Туррей
Ле-Турре́й (фр. Les Tourreilles, окс. Eras Torrelhas) — коммуна во Франции, находится в регионе Юг — Пиренеи. Департамент — Верхняя Гаронна. Входит в состав кантона Монрежо. Округ коммуны — Сен-Годенс.
Код INSEE коммуны — 31556.

## География
Коммуна расположена приблизительно в 660 км к югу от Парижа, в 95 км к юго-западу от Тулузы.

## Климат
Климат умеренно-океанический. Зима мягкая и снежная, весна характеризуется сильными дождями и грозами, лето сухое и жаркое, осень солнечная. Преобладают сильные юго-восточные и северо-западные ветры.

## Население
Население коммуны на 2022 год составляло 380 человек.
| 1962 | 1968 | 1975 | 1982 | 1990 | 1999 | 2010 | 2022 |
| ---- | ---- | ---- | ---- | ---- | ---- | ---- | ---- |
| 300  | 291  | 305  | 283  | 305  | 358  | 376  | 380  |

## Экономика
В 2010 году среди 247 человек трудоспособного возраста (15—64 лет) 184 были экономически активными, 63 — неактивными (показатель активности — 74,5 %, в 1999 году было 74,7 %). Из 184 активных жителей работали 167 человек (89 мужчин и 78 женщин), безработных было 17 (7 мужчин и 10 женщин). Среди 63 неактивных 15 человек были учениками или студентами, 24 — пенсионерами, 24 были неактивными по другим причинам.